# Pakistanische Badmintonmeisterschaft 2008
Die Pakistanische Badmintonmeisterschaft 2008 fand vom 20. bis zum 26. April 2008 in Islamabad statt. Es war die 51. Auflage dieser nationalen Titelkämpfe. Der vollständige Titel der Meisterschaft war 51st National Shaheed Mohtarma Benazir Bhutto Badminton Championship.

## Finalresultate
| Disziplin                  | Sieger                                     | Finalist                                      | Ergebnis            |
| -------------------------- | ------------------------------------------ | --------------------------------------------- | ------------------- |
| Herreneinzel               | Wajid Ali Chaudhry (WAPDA)                 | Omar Zeeshan (WAPDA)                          | 21-17, 21-15        |
| Dameneinzel                | Sara Khan (NBP)                            | Ayesha Akram (NBP)                            | 21-17, 21-15        |
| Herrendoppel               | Rizwan Azam Muhammad Attique (NBP / WAPDA) | Wajid Ali Chaudhry Ahsan Qamar (WAPDA / PIA)  | 28-26, 17-21, 21-14 |
| Damendoppel                | Ayesha Akram Palwasha Bashir (NBP)         | Sara Khan Sara Mohmand (NBP)                  | 21-6, 21-18         |
| Mixed                      | Imran Mohib Sadia Arshad (WAPDA)           | Choudhry Atique Palwasha Bashir (WAPDA / NBP) | 7-21, 21-17, 23-21  |
| Herreneinzel der Veteranen | Tahir Javed (WAPDA)                        | Nadeem Javed (WAPDA)                          | 16-21, 21-10, 21-13 |